# Сітарчук Андрій Семенович
Андрій Семенович Сітарчук (14 грудня 1940 — 21 серпня 2011, місто Львів) — український радянський партійний діяч, 2-й секретар Львівського обкому КПУ.

## Біографія
Освіта вища. Закінчив історичний факультет Львівський державного університету імені Івана Франка. Член КПРС.

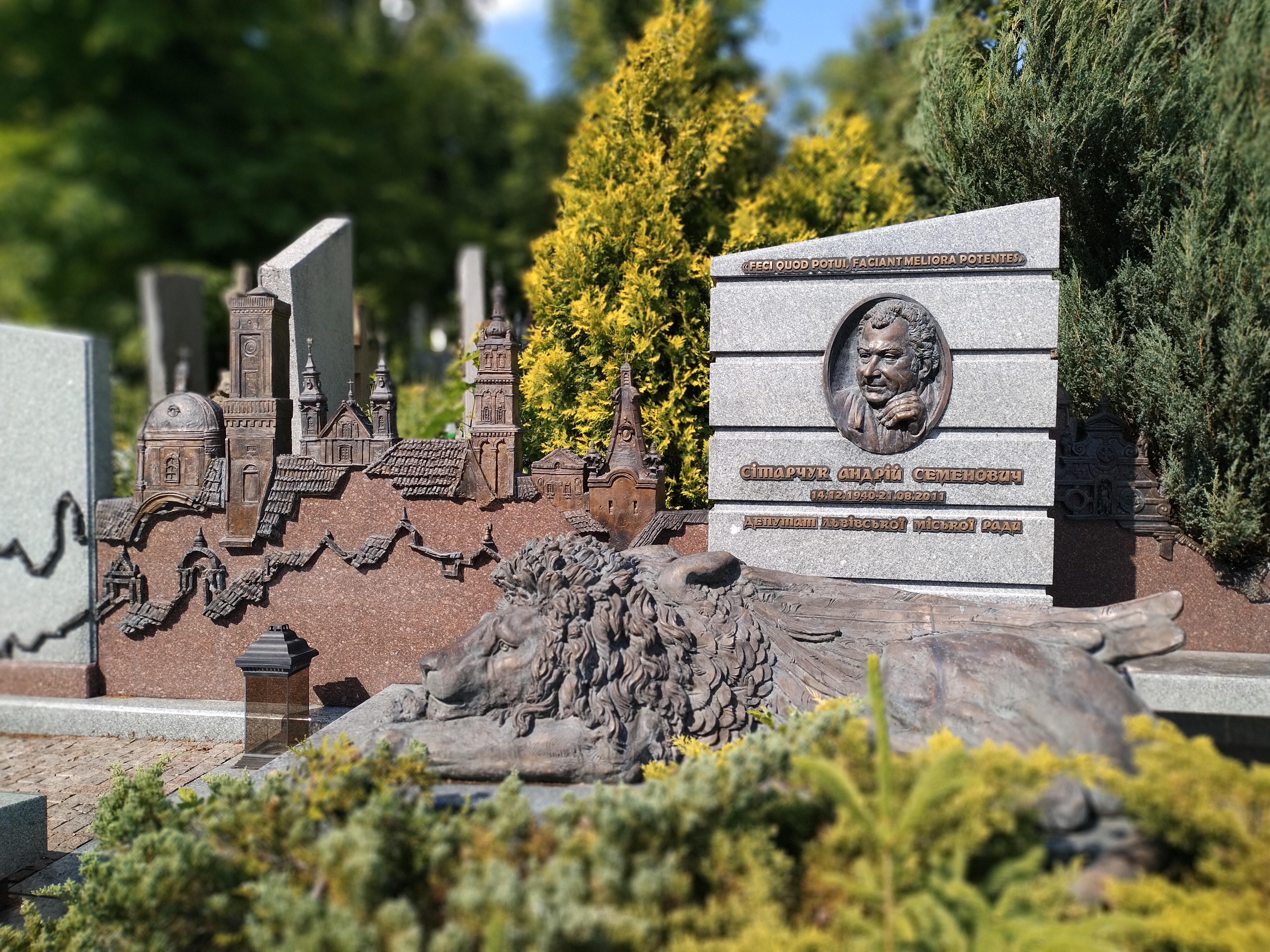
Надгробок Сітарчука Андрія на Личаківському цвинтарі у Львові

Перебував на партійній роботі.
11 вересня 1975 — листопад 1988 року — завідувач організаційного відділу Львівського міського комітету КПУ.
З листопада 1988 до квітня 1990 року — партійний організатор, інспектор Львівського обласного комітету КПУ.
З 28 квітня 1990 року — завідувач відділу національних відносин Львівського обласного комітету КПУ. До 24 листопада 1990 року — завідувач відділу організаційно-партійної роботи Львівського обласного комітету КПУ.
24 листопада 1990 — серпень 1991 року — 2-й секретар Львівського обласного комітету КПУ.
Потім — на пенсії в місті Львові. Похований на Личаківському цвинтарі.